# Alexandru Covalenco
Alexandru Covalenco (Tiraspol, 25 marzo 1978) è un ex calciatore moldavo, di ruolo difensore.